# Корабль первого ранга (парусный)

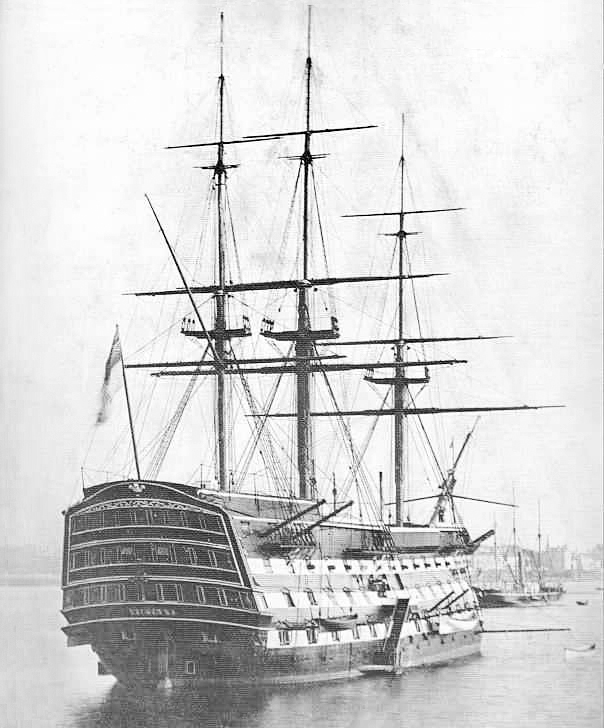
HMS Victory в 1884 году.

Корабль 1-го ранга — самый крупный из линейных кораблей. В британской системе рангов назывался англ. First Rate. В своём высшем выражении (конец XVIII века) — трёхдечный 130-пушечный линейный корабль.

## Начало (XVII в)
Когда около 1610 года в Англии появилось понятие «первый ранг», к нему относились самые разные корабли Королевского флота от 48 до 72 пушек, как галеоны, так и переходные типы. Общим в них было то, что это были самые крупные из королевских кораблей. С началом программ по строительству близких по характеристикам линейных кораблей, их общие признаки постепенно определяются.
Тон задал HMS Sovereign of the Seas. Начиная с него, типичный корабль первого ранга был трёхдечным, 90—100-пушечным, имел водоизмещение 1900—2000 тонн и 500—550 человек команды. Введение формальной системы рангов в 1677 году закрепило эти признаки.

## Век паруса (1756—1815)

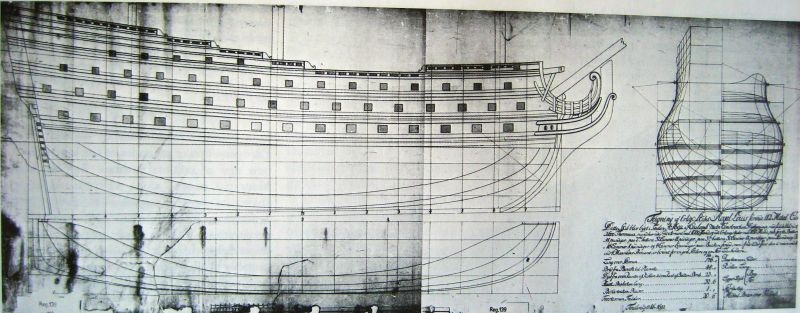
Чертежи Royal Louis, 1692. На полушироте хорошо видны все батарейные палубы, а также верхняя палуба, орлоп, шканцы и ют

Корабли первого ранга — трехдечные корабли, имевшие 100 и более пушек — были крупнейшими, мощнейшими и самыми дорогими. Вероятно, они являлись и самыми сложными из промышленных сооружений своего века. Поскольку они представляли такое крупное вложение средств, их строили с наивозможной тщательностью и вниманием, всегда на королевских верфях (в Британии — Чатем, Дептфорд, Вулвич, Портсмут), и только из самых лучших материалов. Стремление сделать их долговечными вело к долгой постройке, особенно где касалось корабельного леса: десятилетняя выдержка была обычным делом.
Они редко вводились в строй, кроме как во время войн и кризисов, и потому их корпус не подвергался износу долгих плаваний. Находясь в резерве, они также получали самый лучший уход, а при необходимости проходили обширные ремонты, в некоторых случаях даже серьёзные перестройки. В результате всего этого корабли 1 ранга отличались исключительно большим сроком службы. Хорошо известно, что HMS Victory к моменту Трафальгара плавала уже сорок лет, а HMS Britannia была ещё на три года старше. Но при этом «Виктория» между 1771 и 1788 годом четырежды проходила периоды ремонта на верфи до шести месяцев, а между 1801 и 1803 годом подверглась большой переделке.
Кораблей первого ранга всегда было немного, а из-за растянутой постройки начатые в 1790-е годы программы стали приносить плоды ближе к концу войны со Францией.
| Год  | В строю | В ремонте или в резерве |
| ---- | ------- | ----------------------- |
| 1793 | 1       | 4                       |
| 1796 | 6       | 0                       |
| 1799 | 4       | 2                       |
| 1801 | 4       | 2                       |
| 1805 | 6       | 1                       |
| 1808 | 4       | 2                       |
| 1811 | 5       | 2                       |
| 1814 | 7       | 0                       |
| 1815 | 0       | 8                       |

На первый взгляд кажется странным, что самый большой в мире флот — британский — не имел больше всех кораблей первого ранга. Однако в 1793 году Франция могла похвастаться пятью линейными кораблями в 110 пушек и ещё тремя 118-пушечными. Испания в 1796 году выглядела ещё внушительнее: десять 112-пушечных кораблей и сверхмощный «Сантисима-Тринидад» — номинально четырёхдечный, 136-пушечный корабль. Часто его называют самым большим парусным линейным кораблём, хотя по водоизмещению он уступал французским гигантам. Они были не только больше (например Commerce de Marseille весил почти 2750 тонн), но и сильнее вооружены: номинально 36-фунтовые пушки на нижней палубе соответствовали 40 английским фунтам.
Напротив, новейшим кораблем британского флота в 1793 была HMS Queen Charlotte в 2286 тонн, имевшая тридцать 32-фунтовых пушек на нижней палубе, тридцать 24-фунтовых на средней и тридцать 12-фунтовых на верхней, плюс четыре 12-фунтовых и четырнадцать 32-фунтовых карронад на баке и шканцах и шесть 18-фунтовых карронад на юте. В ходе Американской войны за независимость неповоротливые 42-фунтовые пушки были заменены на более практичные 32-фунтовые. Только старая «Британия» сохранила их к 1790 году, чем заслужила прозвище «Железнобокий старина» (англ. Old Ironsides) задолго до USS Constitution.

### Развитие (1790—1815)
Следующим большим шагом было введение класса 110-пушечных кораблей с появлением HMS Ville de Paris, заказанного в 1788. Он имел 30 пушечных портов на борт на нижней и средней палубах, и 32 порта на верхней, где калибр был увеличен с 12 до 18-фунтового. HMS Hibernia заказа 1790 года втиснула ещё по два порта на каждой палубе, доведя водоизмещение до 2500 тонн. HMS Caledonia 1794 года была первым британским 120-пушечным кораблем, с батареями в тридцать две 32-фунтовые пушки, тридцать четыре 24-фунтовые, тридцать четыре 18-фунтовые и двадцать 12-фунтовых на баке и шканцах. Последним типом времен войны был HMS Nelson, сходный по размерам и составу вооружения.
С середины войны в строй начали входить меньшие 100-пушечные, но возникла тенденция понижать их до второго ранга и 98 пушек. Тип уменьшенных трёхдечных кораблей был чисто британским, в строю таких было немало.

### Роль и значение в бою
В бою корабль первого ранга представлял собой опорный пункт линии и, будучи почти неизменно флагманским, привлекал гораздо больше «внимания» противника. По мере возможности трёхдечные корабли старались поставить против соответствующих противников, и лорд Хау перед Битвой первого июня реорганизовал свою линию с учётом имевшихся у французов кораблей первого ранга. Французские и испанские адмиралы иногда переносили флаг на фрегаты, утверждая, что так им лучше видна общая картина боя, но английские адмиралы обязаны были вести примером, по крайней мере символически, а иногда, как Нельсон и Коллингвуд при Трафальгаре, и буквально. Трёхдечные корабли, как правило, находились в самой гуще боя (как HMS Queen Charlotte Хау в Битве первого июня), и были способны наносить огромные разрушения, благодаря не только весу залпа, но и сосредоточенной огневой мощи трёх батарейных палуб. Это рассматривалось как весьма реальное преимущество.
Корабль первого ранга мог к тому же уцелеть при очень больших повреждениях. В начальной фазе Трафальгара HMS Royal Sovereign Коллингвуда в одиночку вёл бой против всей французской линии в течение пятнадцати минут, и только потом подошла помощь. Ни один английский корабль первого ранга не погиб в бою в течение всего XVIII века. Равным образом, очень немногие были захвачены у противника (куда больше было уничтожено): Ville de Paris де Грасса, взятый в 1782 году в сражении при островах Всех святых и затонувший от шторма в том же году, и Commerce de Marseilles, уведённый из Тулона в 1793 году. Этот последний оказался настолько слаб корпусом, что под британским флагом не ходил. Подобно им, из двух испанских трёхдечных, взятых при Сент-Винсенте, только San José был в активной службе в британском флоте — единственный в этом качестве из когда-либо взятых кораблей первого ранга.
С точки зрения походов, корабль первого ранга почти без исключения оказывался в одном из двух главных флотов — в Канале или в Средиземном море. Где именно — определялось стратегической ситуацией. Эти корабли были ценнейшими единицами, за ними пристально следили и оберегали. Такой корабль был неповоротлив, имел осадку до 27 футов, и при любом мало-мальски серьёзном повреждении нуждался в услугах крупной верфи, а потому не уходил от неё далеко. Во время войн отношение к ним менялось — под командой лорда Хау ими не рисковали под французским берегом, разве что в летние месяцы, тогда как граф Сент-Винсент исповедовал более суровый взгляд на блокаду. Однако следует упомянуть, что вновь построенные корабли были мореходнее и прочнее, и такой взгляд был более оправдан. Нижние порты Queen Charlotte были всего в 4½ футах от ватерлинии, и после стычки 29 мая 1794 года её нижняя палуба была полна воды. «Каледония» (англ. HMS Caledonia) уже имела на фут больше, и немалая доля усилий Сент-Винсента в качестве Первого лорда Адмиралтейства ушла на создание линейных кораблей с большей высотой свободного борта.
Как пример меняющейся стратегической ситуации, когда эскадра адмирала Брюи прорвалась из Бреста в Средиземное море в 1799 году, три из четырех английских кораблей первого ранга были посланы вслед, и только один остался в Канале. Равным образом, в 1801 году, когда угроза вторжения считалась неминуемой, все четыре (включая новоприобретённый San Josef) были на Британских островах, а если считать и корабли второго ранга, то Корнуоллис мог выставить пятнадцать трёхдечных кораблей.

## Другие страны
Во французской системе рангов, где была тенденция прямо указывать число пушек, либо число батарейных палуб, а не на ранг, они назывались, например фр. Vaisseau de 130-canons, или фр. Vaisseau de 3 ponts соответственно, хотя был в ходу и термин фр. Vaisseau de 1er Rang.
В Испании система рангов не получила должного развития, хотя самые крупные из линейных кораблей были испанскими. Возможно, устарелость государственной бюрократии отразилась в устарелости флотской системы.
В России система рангов в целом копировала западные образцы. Однако корабли первого ранга имели тенденцию быть меньше своих западных соперников. Например, 66-пушечный «Святой Павел» Ушакова при Фидониси оказался против 80-пушечного «Капудания» турок (турецкие корабли были построены исключительно по французским образцам). Ситуация выравнялась после 1825 года, но в это время западные флота уже начали переходить на паровые и парусно-паровые корабли. Русский флот дольше других сохранил классические трёхдечные линейные корабли.
Соединённые Штаты Америки в 1776-1848 году, строго говоря, не имели системы рангов за ненадобностью. Конгресс очень неохотно разрешал постройку крупных кораблей, и ещё неохотнее выделял деньги. В результате уже заложенные корабли останавливали постройкой и переделывали проект по мере развития техники. В результате далеко не все начатые линейные корабли были достроены и не все достроенные вступили в строй, да и те, что вступили, обозначали не по рангу, а по числу пушек. Из заложенных трёхдечных кораблей исходно в 100 пушек или более, только один (USS Washington) вступил в строй и совершал походы, в том числе в Средиземное море в 1816 году. Другой (USS Alabama, позже переименованный в USS New Hampshire) после нескольких изменений в составе вооружения остался на стапеле, где хранился на случай войны. Случай представился только в 1864 году, но это уже было далеко за пределами эпохи паруса.